# Humbelina von Jully-sur-Sarce

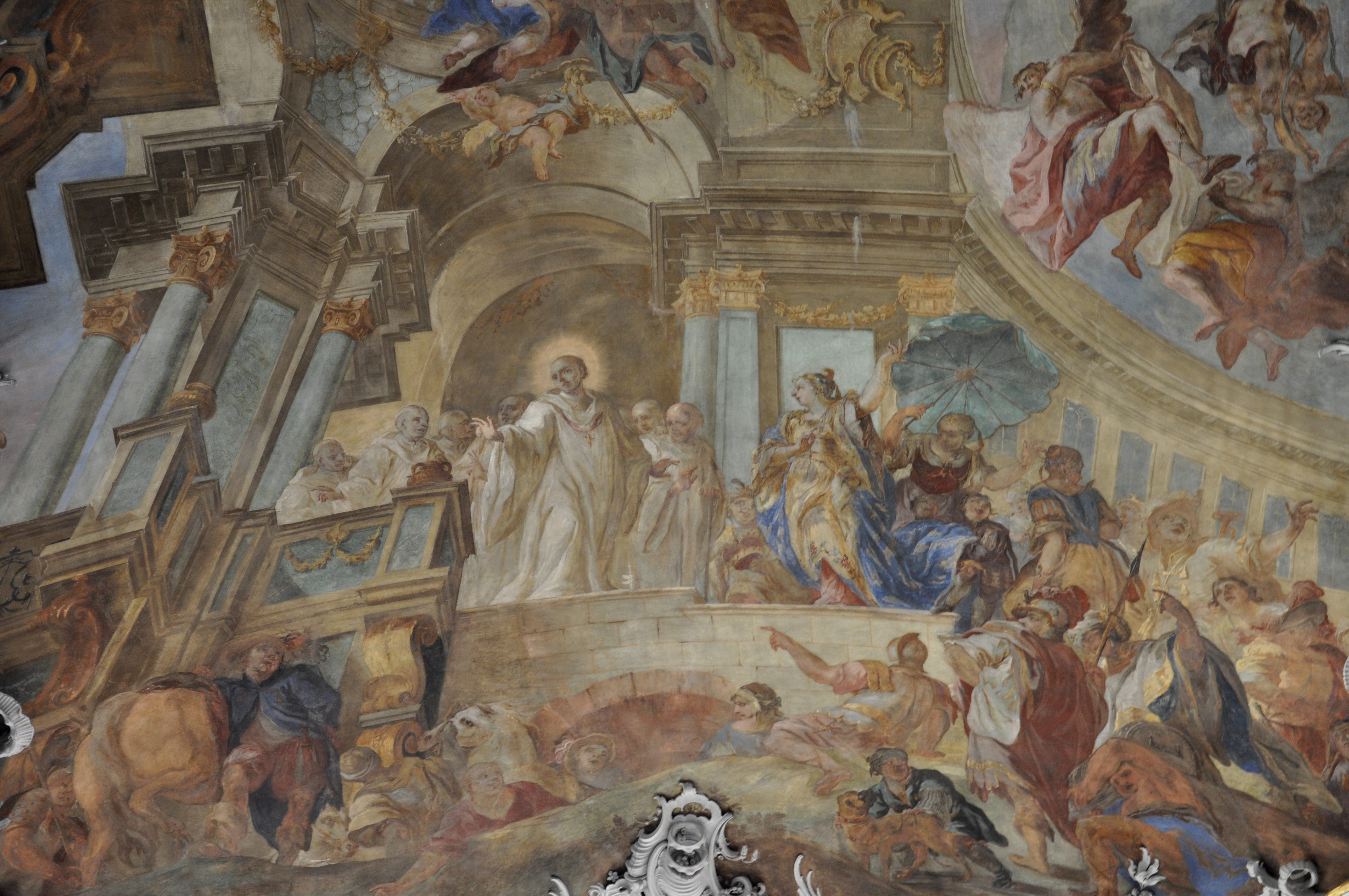
Andreas Meinrad von Ow: Begegnung des hl. Bernhard mit seiner Schwester Humbelina, Deckenfresko in der Klosterkirche Wald (1753)

Humbelina von Jully-sur-Sarce oder Humberga bzw. Humberta (* im 11. Jahrhundert; † vor 1136 in Jully-sur-Sarce) war Benediktinerin und Priorin des Klosters von Jully-sur-Sarce. 1703 wurde sie seliggesprochen.

## Biographie
Humbelina war die Tochter des Ritters Tescelin le Roux (der Rotblonde) und seiner Frau Aleth von Montbard und die Schwester des heiligen Bernhard von Clairvaux, eines berühmten Zisterziensers. Der Überlieferung zufolge lehnte ihr Bruder ein Besuch von Humbelina ab, weil sie ihn mit großem Pomp aufgesuch habe; folglich erlebte sie eine Bekehrung und wählte den Ordensstand. Erst zwei Jahre später wurde sie allerdings von ihrem Ehemann freigegeben und trat in die Abtei von Jully-sur-Sarce ein. 1130 wurde sie Priorin des Klosters.
1703 wurde den Zisterziensern die Verehrung Humbelinas von Jully-sur-Sarce offiziell erlaubt. Ihre Reliquien werden noch heute in Jully-sur-Sarce gezeigt. Ihr Gedenktag ist der 12. Februar.
Ihre anderen Geschwister waren Guido, Gerhard, Andreas, Bartholomäus, und Nivard.

## Familie
Die selige Humbeline von Jully war vermutlich identisch mit der namensgleichen Ehefrau des Burgherren Anséric II. von Chacenay (Haus Chacenay). Das Paaar hatte 1133 an die Abtei Jully-sur-Sarce eine Schenkung getätigt, als deren Zeugen auch zwei Brüder des heiligen Bernhard von Clairvaux fungierten; das impliziert eine verwandtschaftliche Nähe. Und 1137 hatte die Frau des Anséric II. gemeinsam mit ihrem Sohn Jakob von Chacenay eine Schenkung in Gedenken ihres kurz zuvor verstorbenen Mannes getätigt, die vom heiligen Bernhard von Clairvaux persönlich bezeugt worden ist.